# Ускоренный военно-революционный суд
Ускоренный военно-революционный суд — чрезвычайный военно-судебный орган, состоявший из солдат и офицеров, созданный постановлением Временного правительства России от 12 июля 1917 года. Фактически военно-революционные суды являлись аналогами упразднённых 12 марта 1917 года военно-полевых судов.